# Cathédrale de Płock
La cathédrale basilique de l'Assomption-de-la-Bienheureuse-Vierge-Marie est une cathédrale situé à Płock en Pologne, l'une des cinq plus anciennes cathédrales du pays. Construite à la fin du XIe siècle, elle a pris sa forme Renaissance actuelle après la reconstruction de la cathédrale au XVIe siècle et après la reconstruction de 1900-1903. Elle est située sur la colline de Tumskie, qui s'élève à 60 m au-dessus de la Vistule ; et elle est lieu de sépulture de plusieurs souverains polonais.

## Histoire

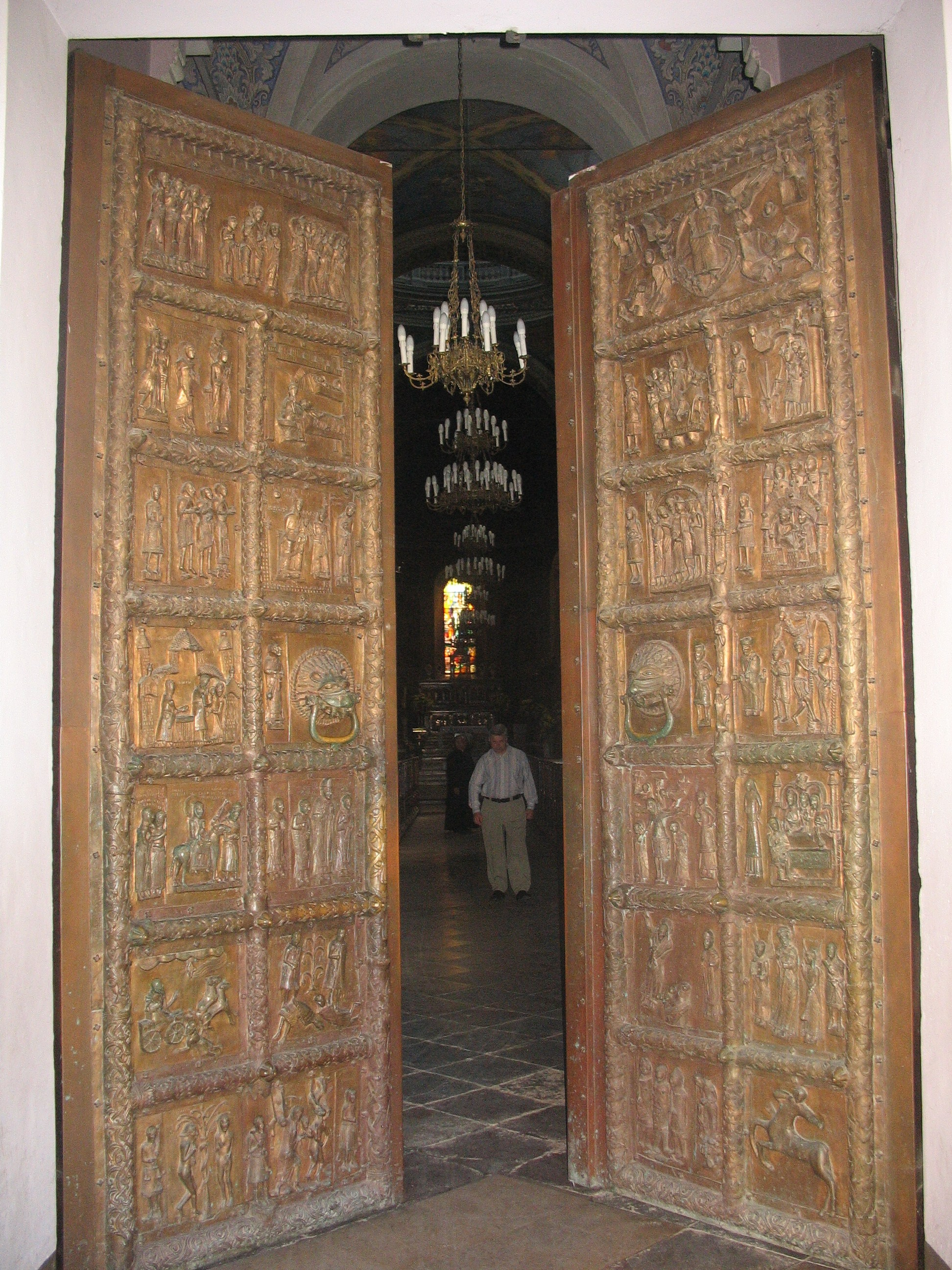
Porte de Korsoun, réplique de 1981.

La première construction maçonnée précédant la cathédrale fut commencée en 1129 à l'initiative de l'évêque Alexandre de Malonne et consacrée en 1144. Originaire de la région de Namur en Belgique, il fut évêque de Plock de 1129 à 1156. 
La pièce d'équipement la plus importante fut la fabrication de portes en bronze en 1156, qui furent transportées au XIIIe ou XIIIe siècle, dans des circonstances non élucidées, à Veliki Novgorod, où elles se trouvent encore aujourd'hui à la cathédrale Sainte-Sophie. En 1981, une copie a été réalisée et placée dans la cathédrale. 
Après un incendie, la basilique a été reconstruite en 1530 dans le style Renaissance d'après les plans d'architectes italiens. Une partie des murs extérieurs provient encore de l'édifice précédent, construit en moellons. Les éléments de construction du XVIe siècle, dont la coupole de la croisée et les arcades supérieures, sont en brique. L'édifice Renaissance a été achevé entre 1556 et 1563 par Giovanni Battista de Venise.
De 1784 à 1787, la cathédrale a été transformée en style classique par l'évêque Michał Poniatowski, frère du roi Stanislas II.
Les souverains polonais Ladislas Ier Herman et Boleslas III Bouche-Torse ont été enterrés dans le chœur de la cathédrale et, après leur redécouverte en 1825, ont été transférés dans des sarcophages dans la chapelle située sous la tour nord, appelée depuis lors chapelle royale.

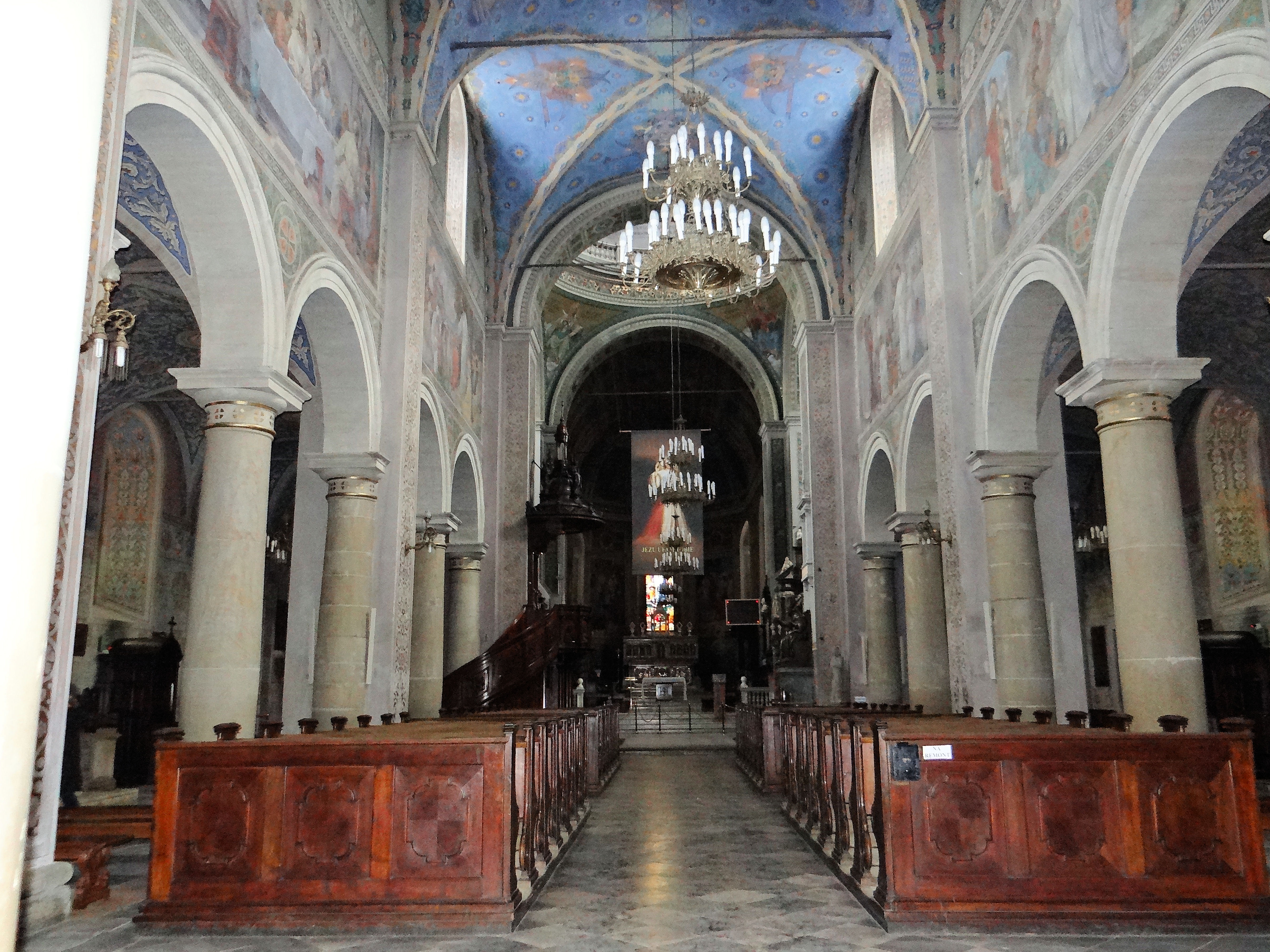
L'intérieur.

Dans les années 1901-1903, la basilique délabrée a été entièrement rénovée et transformée, en s'inspirant de l'aspect Renaissance d'origine, qui avait toutefois été modifié à l'époque du baroque et du classicisme. En outre, une façade néo-romane à deux tours, également en briques, a été ajoutée à l'édifice. La majeure partie de l'équipement ainsi que les polychromies des murs et de la voûte datent également du début du siècle.
Le pape Pie X a élevé la cathédrale au rang de basilique mineure en 1910. En 1991, le pape Jean-Paul II a visité la cathédrale.